# Andrena sibirica
Andrena sibirica är en biart som beskrevs av Morawitz 1888. Andrena sibirica ingår i släktet sandbin, och familjen grävbin. Inga underarter finns listade i Catalogue of Life.